# 238129 Bernardwolfe
238129 Bernardwolfe este o planetă minoră (asteroid) din centura de asteroizi. A fost descoperită pe 24 august 2003 la Saint-Sulpice de Bernard Christophe⁠(d). 
Obiectul prezintă o orbită caracterizată de o semiaxă mare de 2,4688035242738 UAi, o excentricitate de 0,13, o înclinație de 5,3 ° în raport cu ecliptica.